# Arhopala hellenore
Arhopala hellenore är en fjärilsart som beskrevs av William Doherty 1889. Arhopala hellenore ingår i släktet Arhopala och familjen juvelvingar. Inga underarter finns listade i Catalogue of Life.

## Bildgalleri

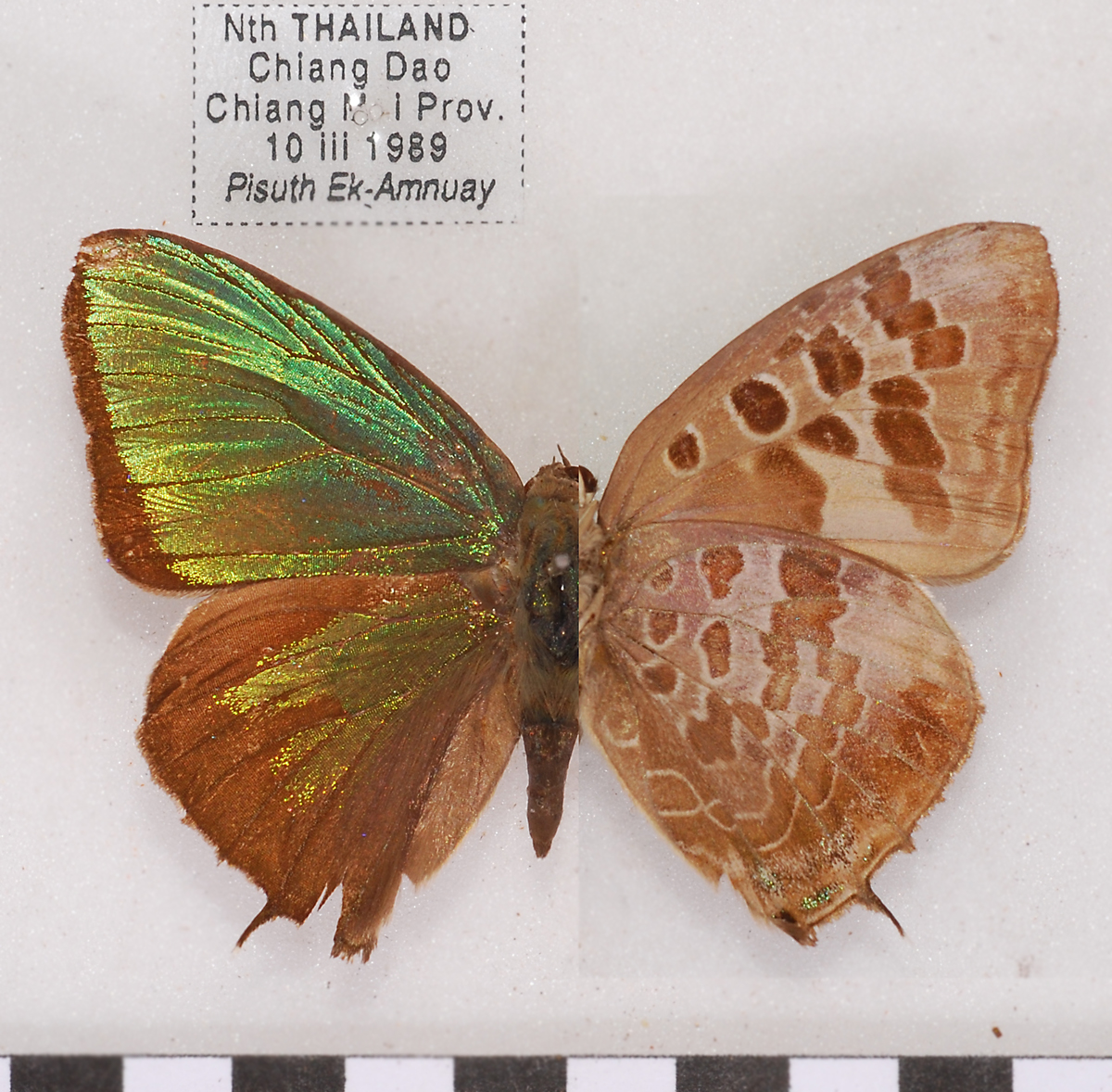